# Yoshihiro Asai
Yoshihiro Asai (* 12. Dezember 1966 in Nagoya, Aichi), besser bekannt als Último Dragón, ist ein japanischer Wrestler. Neben seinem Training in Japan lernte Asai das Wrestling im Lucha-Libre-Stil in Mexiko. Yoshihiro Asai machte den „Springboard od. Asai Moonsault“ in der Wrestling-Welt bekannt.

## Karriere

### Anfänge in Japan
Asai trainierte im NJPW-Dōjō und debütierte 1987 bei New Japan Pro-Wrestling (NJPW) als Último Dragón. Es folgten Stationen in der japanischen unabhängigen Wrestlingszene (z. B. Super World Sports oder Wrestle Association-R). Aufgrund seiner geringen Größe ging er nach Mexiko zu Consejo Mundial De Lucha Libre, wo er im November 1991 debütierte. In Mexiko lernte Asai den Lucha Libre-Stil.

### Japan/Amerika
Asai trat sowohl in Mexiko als auch in Japan (auch bei New Japan Pro-Wrestling). Bei NJPW gewann Asai am 22. November 1992 den IWGP Junior Heavyweight Titel. Bei Wrestle Association-R bildete er zusammen mit dem heutigen WWE-Superstar Rey Mysterio ein Tag Team.
Im Jahr 1995 trat Asai das erste Mal in Kanada auf. Dort errang er den IWA Junior Heavyweight Titel von Chris Jericho.
Im Jahr 1996 unterschrieb Asai einen Vertrag mit World Championship Wrestling (WCW). Dort debütierte er am 10. August 1996 zunächst als Ultimate Dragon. Später trat er wieder als Último Dragón auf.
Bei der WCW gewann er zweimal den WCW World Television Titel und zweimal den WCW Cruiserweight Titel.
Im Jahr 1997 gründete Asai seine eigene Liga: Toryumon Mexico.
Nach einer missglückten Armoperation beendete Asai 1998 seine Karriere vorübergehend.

### Rückkehr ins Wrestlinggeschäft/WWE
Im September 2002 kehrte Asai ins Wrestlinggeschäft zurück.
Im Mai 2003 bestritt Asai mehrere Dark Matches bei World Wrestling Entertainment (WWE). Im Juni unterschrieb er einen Vertrag mit der WWE. Sein Vertrag lief. Am 22. April 2004 bat Asai um seine Freilassung von WWE, um erneut in Japan zu ringen.

### Independent
Nachdem sein Vertrag nicht verlängert worden war, trat Asai wieder bei Independent Promotions auf (New Japan Pro Wrestling, Consejo Mundial De Lucha Libre oder Nu-Wrestling Evolution).
Im Oktober 2005 trat Asai erstmals in Europa auf. Am 22. und am 29. Oktober trat er bei NWE Destiny (Nu-Wrestling Evolution) auf.

## Titel
All Japan Pro Wrestling
- 2× AJPW World Junior Heavyweight Championship
- 1× All Asia Tag Team Championship mit Yoshinobu Kanemaru

New Japan Pro Wrestling
- 2× IWGP Junior Heavyweight Champion
- 1× WWF Light Heavyweight Champion
- 1× NWA World Junior Heavyweight Champion
- 2× NWA World Welterweight Champion
- 3× WAR International Junior Heavyweight Champion
- 2× British Commonwealth Junior Heavyweight Champion
- 2× UWA World Junior Light Heavyweight Championship
- 1× WWA World Junior Light Heavyweight Champion

World Championship Wrestling
- 2× WCW Cruiserweight Champion
- 2× WCW World Television Champion

Consejo Mundial de Lucha Libre
- 2× NWA World Middleweight Champion

Universal Wrestling Association (Mexico)
- 5× UWA World Middleweight Champion
- 1× UWA World Welterweight Champion

WAR
- 1× WAR World 6-Man Tag-Team Champion (mit Genichiro Tenryu und Nobutaka Araya)

Michinoku Pro
- 1× Michinoku Pro Tohuku Tag-Team Champion (mit Jinsei Shinzaki)